# Onitis obenbergeri
Onitis obenbergeri là một loài bọ cánh cứng trong họ Bọ hung (Scarabaeidae).